# Државни удар у Ираку (1941)
Државни удар у Ираку, извршен 1. априла 1941, био је организован од нацистичке Немачке са циљем да се Ирак ослободи од британске хегемоније, што би ослабило британски војни положај на Блиском истоку и омело снабдевање нафтом британских снага у северној Африци. Војни пуч је окончан британском војном интервенцијом већ 1. јуна 1941.

## Позадина
Територија данашњег Ирака, насељена већином Арапима, била је део Османског Царства од 1534. до 1918. Пошто су Ирак током Првог светског рата заузеле британско-индијске трупе, Велика Британија је на конференцији Друштва народа 28. априла 1920. добила мандат над Ираком, у коме су била откривена велика налазишта нафте, иако су Арапски комитет у Багдаду (основан 1918) и представници локалног арапског становништва тражили формирање независне ирачке државе. Устанак Ирачана у лето 1920. Британци су сурово угушили, а затим су на власт поставили емира Фејсала I, кога су подржавали крупни земљопоседници, и прогласили Ирак за уставну монархију (11. јула 1921); Велика Британија задржала је контролу над спољним пословима, финансијама и војском Ирака, и имала је право држања својих трупа у земљи. Уговором од 30. јуна 1930. Велика Британија је Ираку формално признала независност, али је задржала за себе многа суверена права: држање ваздухопловних база и јединица британске војске на територији Ирака за наредних 5 година, а после тога несметан пролаз са свим постојећим средствима преко ирачке територије. У том периоду у Ираку Британци су изградили железничке пруге и путеве стратегијског значаја, као и веше војних аеродрома. Ирак је примљен у Друштво народа 3. октобра 1932, чиме је престао мандат Велике Британије, али је на челу Ирака остала про-британска марионетска влада, на челу са председником владе Нури ал-Саидом (енгл. Nuri Pasha al-Said) и регентом Абдулахом (енгл. 'Abd al-Ilah of Hejaz), који су управљали у име малолетног краља Фејсала II. Избијањем Другог светског рата, ирачка влада је у септембру 1939. прекинула дипломатске односе са Немачком.

## Државни удар
Тежњу арапских народа да се ослободе британске превласти, у Другом светском рату искористила је нацистичка Немачка. Обећавајући Ирачанима независност и помоћ у борби против британског колонијализма, нацистички агенти заврбовали су неке ирачке војне и племенске вође на челу са министром Рашид Али ал Гајланијем (енгл. Rashid Ali al-Gaylani).  Државни удар од 1. априла 1941, којим је Рашид Али дошао на власт, прерастао је у устанак против Британаца који је добио широку подршку народа. Регент Абдулах и премијер Нури ал-Саид склонили су се на британски ратни брод. Рашид Алијева влада је прогласила неутралност и одмах отказала уговор са Великом Британијом из 1930. о стационирању британских трупа у Ираку.
Државни удар требало је да омогући упад Немаца у Ирак, али они нису били довољно спремни да искористе ситуацију: упутили су само неколико авиона са острва Родоса преко Сирије у Мосул. Дотле су Британци брзо и оштро интервенисали: у Басру је 18. априла стигао први конвој индијских трупа, и дошло је до оштрих борби (Англо-ирачки рат). Ирачка војска опколила је највећи британски аеродром у Хабанији, 70 км западно од Багдада, пресекла нафтовод који изводи у луке Средоземног мора и приступила уништавању инсталација нафте у Мосулу. Међутим, Британци су с пристиглим појачањима 31. маја заузели Багдад, а Рашид Али је с осталим про-немачким вођама побегао из Ирака у Берлин.

## Последице
Борбе су завршене 1. јуна 1941, а регент Абдулах и Нури ал-Саид, враћени у Багдад са британском војском, сурово су се обрачунали са устаницима. Влада Ирака је већ 19. јуна 1941. прекинула дипломатске односе с Италијаом, а јануара 1943. Ирак је објавио рат силама Осовине, али у њему није узео активно учешће.